# Chydaeopsis luzonica
Chydaeopsis luzonica là một loài bọ cánh cứng trong họ Cerambycidae.